# Joseph Gibalin
Joseph Gibalin (1592 – 1671) è stato un teologo francese.

## Biografia
Dopo essere entrato nei gesuiti di Lione, studia filosofia e teologia, di cui presto fu docente a Besançon. In seguito fu nominato anche docente di diritto canonico al Collège de La Trinité lionese. Membro influente tra i teologi francesi, lavorò alle regole di molti ordini religiosi locali e fu anche consigliere dell'arcivescovo. I suoi lavori riguardano la teologia dogmatica e morale: il suo volume principale è il De scientia canonica et hieropolitica, stampato in tre volumi nel 1670. Trattò anche argomenti in materia di economia e finanza, in particolare nel De usuris (1656, Parigi) a proposito del prestito a titolo oneroso e sulla legittimità dell'assicurazione secondo l'interpretazione di papa Gregorio IX.